# Трикотажна
Трикота́жна (рос. Трикотажная) — зупинний пункт/пасажирська платформа Ризького напрямку Московської залізниці, у складі лінії МЦД-2. Розташована у Москві.
Розташована на північному заході міста, в Тушино, поруч з автомобільною розв'язкою МКАД — Волоколамське шосе. Має дві прямі берегові платформи. Останній зупинний пункт на цьому напрямку в Москві.
Названа за колишнім робітничим селищем Трикотажний (увійшло до складу Москви в 1960), де була Тушинська трикотажна фабрика.
Працюють приміські електропотяги. На захід безпересадкове сполучення здійснюється до станції Шаховська, на схід до станцій Москва-Ризька і Серпухов.

## Пересадки
- Автобуси
  - міські: е30, е30к, 2, 88, 210, 252, 337, 356, 368, 400т, 614, 631, 640, 741, 777, 930;
  - приміські: 26, 436, 540, 541, 542, 549, 568, 575, 856